# M621 motorway
Der M621 motorway (englisch für Autobahn M621) ist eine 12,4 km lange, etwa halbkreisförmig verlaufende Autobahn in England, die von der M62 motorway und der M1 motorway aus den Zugang in das Zentrum der Stadt Leeds vermittelt. Der westliche Ast bis zur Junction 3 wurde 1971 und 1973 eröffnet, der östliche entstand aus der Umwidmung eines Teils der M1 im Jahr 1999.